# Seututie 261
Pour les articles homonymes, voir Route 261.
La route régionale 261 (finnois : Seututie 261) est une route régionale allant de Temmes à Tyrnävä jusqu'à Pyhäntä en Finlande,,.

## Présentation
La seututie 261 est une route régionale de Pirkanmaa et Satakunta.
Elle commence à la route nationale 3 à Ikaalinen, traverse le centre de Jämijärvi et se termine à la route nationale 23 à Kankaanpää.
Longue de 34 kilomètres, la route constitue une liaison importante entre Kankaanpää et Tampere.